# Kollektiv Rote Rübe
Das Kollektiv Rote Rübe war ein linksgerichtetes Münchner Theaterkollektiv in den 1970er Jahren, das von Schauspielschülern gegründet wurde. Die Spielgruppe, die vornehmlich sozialkritische Themen auf die Bühne brachte, galt Mitte der 1970er als erfolgreichste freie Theatergruppe der Bundesrepublik Deutschland.

## Namensgebung
Der Name „Rote Rübe“ basiert auf einem alten chinesischen Märchen, in dem ein Kind verzweifelt versucht, eine Rote Rübe aus der Erde zu ziehen. Weil ihm sein Vorhaben nicht gelingt, kommen ihm zwei weitere Kinder zu Hilfe. Nachdem sich die Rübe nun leicht bewegt, aber sich noch nicht herausziehen lässt, eilen weitere Kinder herbei. Zu zehnt schaffen sie es schließlich die Rote Rübe aus der Erde zu ziehen. Im übertragenen Sinne beschreibt die Erzählung die Stärke der Gemeinschaft und die Energie eines Kollektivs.

## Bekannte Mitglieder
Katja Rupé gehörte zu den Mitbegründern der Theatergruppe „Rote Rübe“, für die sie bis 1977 als Darstellerin, Autorin und Regisseurin arbeitete. Auch Traute Hoess sowie Hans Peter Cloos waren Mitbegründer. Billie Zöckler begann hier ihre Karriere.
Weitere Mitglieder der Roten Rübe waren Ludwig Boettger, Anita von Ow, Ronny Tanner, Magdalena Thora, Peter Fischer, Claudia Brühning, Hoschi Tiessler, Ulla Ziemann sowie Hans Lampert.
Konstantin Wecker schrieb zwischen 1973 und 1975 seine ersten Bühnenmusiken für Projekte des Kollektivs. Franz Josef Degenhardt und Ton Steine Scherben arbeiteten für Plattenaufnahmen mit der Truppe zusammen.

## Produktionen
Prometheus, eine szenische Collage, war die erste Eigenproduktion des Kollektivs und griff auf eigene Erfahrungen der Mitglieder zurück. Die Uraufführung fand im März 1973 im Münchner Kunstverein statt.
Ebenfalls im März 1973 führte die Gruppe das Stück Stifte mit Köpfen von Werner Geifrig über die Probleme der Lehrlingsausbildung in der Regie von Hartmut Baum im Münchner Theater der Jugend auf. Im Sommer des gleichen Jahres brachten die Frauen des Kollektivs das Agitationsstück Frauenpower zur Uraufführung, welches sich gegen den Abtreibungsparagraphen 218 richtete und im Poplokal „Crash“ in der Lindwurmstraße gespielt wurde. Gezeigt wurde die Produktion außerdem bei der Erlanger Theaterwoche.
Im Jahr 1974 folgten die selbst verfassten Revuestücke Bravo, Bravo – verkauft im Stil der neuen Zeit über das Freizeitverhalten von Jugendlichen im Münchner Theater in der Brienner Straße, und Terror (UA: 18. Juni 1974) über die Situation in Chile nach dem Militärputsch Pinochets im Münchner Poplokal „Crash“ in der Lindwurmstraße. Mit der Produktion Terror gastierte die Rote Rübe in Berlin, London und Nancy. Bei beiden Stücken wirkten Katja Rupé, Magdalena Thora, Ludwig Boettger und Hans Peter Cloos mit.
Am 13. Februar 1975 präsentierte das Kollektiv im Poplokal „Crash“ die Produktion Viva Italia zum Neofaschismus in Italien, im Juni 1976 wurde die Polit-Revue Paranoia, eine Revue gegen die Furcht und das Elend in Deutschland uraufgeführt. Neu wirkte hier Gerlinde Eger mit. Paranoia wurde in Westberlin und im Münchner Künstlerhaus am Lenbachplatz gespielt und zeigte dokumentarisch angelegte Szenen von Angst und Gewalt.
Am 15. Oktober 1977 eröffnete die Zirkusshow Liebe, Tod, Hysterie das erste internationale Theaterfestival in München. Bei dem Stück, welches Gewalt und Einsamkeit thematisierte, wirkten u. a. Hans Peter Cloos, Caroline Chaniolleau und Alfons Haussmann mit.

## Themen/Theaterästhetik
Das Theater der Roten Rübe lässt sich als politisches Agitationstheater mit Bezug zu aktuellen Themen und Problemen beschreiben. Der Fokus lag jedoch auf Emotionen statt auf komplizierter intellektueller Argumentation.
Die Ästhetik der Roten Rübe war geprägt durch die weiß geschminkten Gesichter der Schauspieler; zudem wurden Masken getragen. Die Gestik der Darsteller schloss häufig große theatralische Gebärden mit ein. Das Kollektiv arbeitete viel mit Collagen und einer revuehaften Wiedergabe von Songs und Playback. Ihre Inszenierungen waren oftmals geprägt von Aggressivität und Sinnlichkeit.

## Werke
- Kollektiv Rote Rübe presents Lieder und Szenenausschnitte aus „Bravo-bravo“, „Frauenpower“, „Terror“ und „Viva Italia“, Album mit zwei LP, Trikont-Verlag, München 1976, Nachweis in der Deutschen Nationalbibliothek
- Paranoia / Ton Steine Scherben, Schallplatte, München 1986, Nachweis in der Deutschen Nationalbibliothek